# Нычалах
Нычалах (якут. Нычалаах) — село в Аллаиховском улусе Якутии. Административный центр и единственный населённый пункт в Быянгырском наслеге.

## География
Посёлок находится в заполярной зоне. Расположен в 190 км к юго-западу от улусного центра Чокурдах.

## Экономика и инфраструктура
В Нычалахе имеется хозяйственный центр родовой общины «Быянгныр», ведущие традиционные отрасли хозяйства — оленеводство и промыслы (пушной и рыбный).
Имеются Дом культуры, начальная общеобразовательная школа, здание администрации Быянгнырского наслега Аллаиховского улуса.

## Население
| 2002 | 2010 | 2011 | 2012 | 2013 | 2014 | 2015 |
| ---- | ---- | ---- | ---- | ---- | ---- | ---- |
| 146  | ↘117 | ↘116 | ↘112 | ↘111 | ↗114 | ↘112 |
| 2016 | 2017 | 2018 | 2019 | 2020 | 2021 |      |
| ↘109 | ↗117 | ↗121 | ↗125 | ↘109 | ↗115 |      |

## Ссылка
- sakha.gov.ru — официальный сайт информационного портала Республики Саха (Якутия)
- № 0126036 / Реестр наименований географических объектов на территорию Республики Саха (Якутия) по состоянию на 13.12.2018 // Государственный каталог географических названий / rosreestr.ru.
- Лист карты R-55-077.